# Любомір Фельдек
Любомір Фельдек (* 9 жовтня 1936, Жиліна) — словацький поет, прозаїк, драматург і перекладач; чоловік письменниці Ольги Фельдек.

## Біографія
Любомір Фельдек походить з родини чиновників. Освіту здобував в Сениці та Жиліні. Після закінчення навчання на середній школі у 1954 році, почав вивчати словацьку мову та літературу в Педагогічному університеті в Братиславі. Під час навчання в університеті починає працювати редактором у видавництві «Молоді літа („Mladé letá“)», однак через політичні переслідування його батька та несвоєчасну здачу екзаменів (замість 1958 року виконав їх лише 1959 року), які навмисно були перенесені керівництвом, Фельдек покидає посаду редактора у жовтні 1958 року. У 1960-х роках – 1961 працював редактором гоночного журналу в Нижній, що на Ораві. У період з 1961 року – 1973 р. пише на дозвіллі, а з 1973 р – 1986 р. займав посади провідного редактора відділу оригінальної та перекладної поезії та драматурга театру Nova scéna у Братиславі. У 1989 році брав участь у протесті проти ув'язнення Вацлава Гавела, згодом підписав політичний маніфест «Кілька речень». У листопаді взяв участь у формуванні руху «Громадськість проти насильства». З 1990 року стає головним редактором Ahoj, Európa періодичного видання «Вірність» . Нині проживає в Празі та Братиславі …

## Творчість

### Характеристика творчості
Свої перші вірші Фельдек опублікував ще навчаючись в середній школі, у шкільному журналі «Юний піонер» (Mladý priekopník). Його надихала творчість чеських поетів, зокрема Вітезслава Незвала. Поезію пише «для всіх п'яти чуттів». Його поезія заснована на принципах незвичайного сприйняття світу, чітко вираженої чутливості, конкретності, образності, фантазійності та інтимності. В його поезії найбільше домінує принцип метафоричності. Окрім своєї власної творчості письменник займався перекладом сучасної світової поезії (Олександра Блока; Володимира Маяковського; Гійома Аполлінера) та класичних драматичних творів (Софокла; Вільяма Шекспіра). Потім перекладав твори таких авторів як: Рабіндрат Тагор, Карел Яромир Ербен, Ян Коллар, Йоганн Вольфганг фон Гете, Генріх Гейне, Олександр Пушкін, Артюр Рембо, Вітезслав Незвал та інші.
Є одним із засновників поетичної спілки «Трнавська група». У дитячій літературі розглядається як один із головних представників покоління, яке в 60-х роках склало сучасну словацьку літературу для дітей та молоді. Його публіцистичний перфоманс під назвою «Мова буде про літературу для дітей (Bude reč o literatúre pre deti („Молода творчість“ (Mladá tvorba, 1958, č.4)))» був спрямованим не лише на стагнаційне положення оригінальної словацької поезії для дітей, але в певному сенсі являвся генераційним маніфестом дитячої поезії. Його поетичність, заснована на засадах грайливої фантазії, асоціації та насиченої підтекстом образності. Вона значною мірою бере участь у формуванні певного естетичного канону сучасної словацької літератури для дітей та молоді, а передусім поезії, авторської казки та лялькової п'єси.

### Поетична творчість
Зацікавлення Фельдека літературою для дітей передусім пов'язана з його роботою в редакції «Молоді роки» (Mladé lieta). Його дебютом в номінації словацька дитяча поезія стала видана ним в 1959 році поезія під назвою «Гра для твоїх синіх очей» (Hra pre tvoje modré oči), у журналі «Молода творчість» (1958 рік, 4 номер). Цей дебют автор сприймає як програмовий вірш свого покоління. Однак, одразу ж після його оприлюднення вірш був цензурований тогочасною владою. Цей «овочевий цирк» з формальної точки зору являвся сумішшю поезії та ліричної прози, але з точки зору його змісту був обумовлений консервативною точкою зору тогочасного режиму. Насичена інтелектуалізована метафорика опиралась на емоційну візуалізацію образів і своєрідність дитячої логіки та мислення в поетичній композиції. Це надавало підґрунтя для активізації потенційного дитячого розуму в досить великій на той час мірі.
Суттєво точна, метафорична образність у творах Фельдека характеризується й в його творах для дорослих. Включення поезії «Гра для твоїх синіх очей» до збірки «Jediný slaný domov» (1961, пізніше й до добірки «Північне літо» (Severné leto), 1973) наглядно демонструє віру в ідентичність естетичних принципів (далекосяжності поетичної зброї («ďalekonosných zbraní poézie») у творах для дітей та дорослих. Окрім того, Фельдек використовував наступні елементи у своїй літературній творчості без огляду не те, чи є вона присвяченою для дорослих, чи для дітей: емоціональності (подружньої чи батьківської), громадськості, авторської біографії. Виразно відображені ці мотиви є в наступних збірках для дорослих: «Крейдове коло» (Kriedový kruh) (1970), «Двоє біля стола» (Dvaja okolo stola) (1976), «Paracelsus» (1973), «Нотатки для епосу» (Poznámky na epos) (1980), а також й романі «Van Stiphout» (1980). Сатиричний тон його творчості характерний для драматичних творів, чітко виражено його мона прослідкувати в поетичній збірці «Словак на місяці» (Slovák na Mesiaci) (1986). У дев'яностих роках виходить ще три збірки віршів: «Плакати — прекрасно» Plakať je krásne (1990, приготовлена до друку ще в 1987 році), «Кохання у старших роках» (Milovanie v pokročilom veku) (1999) і «Аптечка закоханих» (Lekárnička zamilovaných) (2003). Також вийшла добірка «Усміхнений батько» (Usmiaty otec) (1991); сатиричні віршові коментарі про політичні події в Словаччині «На прощання» (Odzemok na rozlúčku) і 19 ярмаркових пісень (jarmočné piesní) (1992, як бібліофілія). Разом зі своєю жінкою Ольгою Фельдек у Празі опублікували книгу «Фейтонів світ є й деінде» (fejtónov Svet je aj inde) (1998), та добірку з поезії «This side up» (2003).
Поетику сучасної дитячої поезії продовжують й інші його віршові збірки 60-70-х років 20 століття. В них він образно поєднує традиційні мотивні, сюжетні та композиційні елементи казки з фрагментами жартівливо містифікованої автобіографії і розкутої фантастики використовуючи при тому свою поетичну уяву та винахідливу образність. Так в своїй віршовій книзі «Телефон» (Telefón) (1963) згорнутий клубок вовни асоціюється з телефоном, котрий зближує двох самотніх людей. У віршованій казці «Про глуху бабцю й онука Златушіка» (O hluchej babke a vnúčikovi Zlatúšikovi) (1967) через постановку глухої й повільної бабусі та крихітного онука Золотушіка в ролі казкових героїв у рамках народних переказів створюється віршована розповідь, у якій пародіюються факт поведінки героя, позиція рятівника й визволеної постаті, й сама суть цього звільнення. Органічну частину грайливої рецесійної атмосфери створює Фельдикова поетична репрезентація будинку своїх юних літ та фрагменти автобіографії, що перетворені в ліричну мікрооповідь «Голова, яка була тоді» (Hlava, ktorú som mal vtedy, 1967). Поетичні книги «Втрачений звіринець» (Stratený zverinec) (1968), «Кулінарна книга для дітей» (Kuchárska kniha pre deti) (1979) та «Веселий альбом тварин» (Veselý album zvierat) (1979) — це цикли компонованих метафоричних мініатюр, що створені на засадах нонсенс-гри з винахідливою синонімією, полісемією та омонімією слів. Також і в збірках «На метеликових крилах» (Na motýlích krídlach) (1973) та «Бурштиновий світ» (Jantárový svet) (1977) лірична поезія побудована на підґрунті фантазії, поетизації буденності з наклоном до химерності, багаторівневості з елементами нонсенсу гумористично-сатиричної периферії індивідуальних і соціальних хвороб. У поетичній книзі «П'ять детективів» (Päť detektívov) (1982) з'являються вже більш традиційні творчі прийоми.

### Прозова творчість
Лірично-ігровий принцип першочергово домінує в його прозовій творчості для дітей. Починаючи першою казкою «Златушік» (1965), де підтверджується, що Фельдека більше хвилює можливість гри з образами, ніж епічний сюжет твору. В даному прозовому творі, де в основі сюжету лежить поетична таємниця, котра випливає зі слова «zlatúšik», яке регулярно чують герой та героїня твору невідомо звідки, і яке символізує початок взаємозацікавленості, ніжності та прихильності один до одного. Досить винахідливою і пародійно-нонсенсовою грою із моделлю традиційної народної казки слугує його наступний прозовий твір — «Зелені олені» (Zelené jelene) (1968). Історія поета і художника об'єднаних за допомогою створення і компонування двох унікальних літературно-мистецьких об'єктів — «образо-поем та поемообразів» («obrazobásní a básňo-obrazov»), які системно пародують героїв народних казок і їх структуру, при цьому учасниками цієї пародії є надзвичайно багаті та колоритні лексичні засоби та ситуативні каламбури. Пригоди обох митців і змістовний план казки створюють місце й для сатиричного натяку на статус митця за певних політичних аспектів тоталітарного суспільства. Наступна публікація казок відбулася з другої половини 60-х років, і вийшла під назвою «Синя книга казок» (Modrá kniha rozprávok) (1974). Пізніше, «кольоровим» доповненням до збірки, було випущено збірку «Зелена книга казок» (Zelená kniha rozprávok) (1983), але цього разу з доповнення до неї двох творів — «Гра для твоїх синіх очей» і «Зелені олені». Поезія і проза Любоміра Фельдека заснована на однакових засадах — інтелектуалізованій ігровій фантастиці, а факти та псевдофакти, автентичні персонажі чи події з його громадянського та сімейного життя стають рівноправною частиною казкової структури. Вербальна і ситуативна комічність, метафорично-каламбурне обігрування мотивів, композиційних алгоритмів, жанрів і мовних елементів, спрямованих на багаторівневість змісту тексту — підкоряються логіці фантастики, в якій оповідач стає для юного читача дорослим партнером, однак з душею дитини. Тут відбувається поєднання логіки дорослого з наївним дитячим міркуванням, інтелектуальний аналіз із емоційною залученістю дитини, яка готова повірити будь-якій авторській вигадці. Вагома частина казкової творчості Фельдека починається із розвитку ліній тих словацьких авторських казок, котрі вже не базуються на імітації чи актуалізації фольклору, але є створені на основі його персонального досвіду бачення різних ситуацій та розвиненої уяви. (Július Noge).

### Драматична творчість
Гра з текстом і читачем, стимулювання його творчої активності й уяви характерні й для драматургії поета. Вистави для дорослих, такі як: «Метафора» (Metafora) (1977), «Тьотя на трапезу» (Teta na zjedenie) (1978), «Яношік згідно Вівальді» (Jánošík podľa Vivaldiho) (1979), були разом опубліковані під назвою «Сумні комедії» (Smutné komédie) (1982), далі як «Тікайте, молодице Нітуш» (Utekajte, slečna Nituš) (1986), «Дві гри про правду» (Dve hry o pravde) (1990, колективне видання вистав «Вміння не вмерти» (Umenie neodísť), «Тест» (Skúška) — обоє 1988), «Смерть в розовому» (Smrť v ružovom) (1995), «Тьотя — не тьотя або тьотя з Праги» (Teta-neteta або Teta z Prahy) (1995), «Грай, ного, а ти, друга — танцюй» (Hraj, noha, a ty, druhá, tancuj) (1999) і «Три гри» (Tri hry) (2003, колективне видання вистав «Грай, ного, а ти, друга — танцюй», «Вирізані з дерева, хорор в домі лісника» (Z dreva vyrezané, Horor v horárni)) ґрунтуються на рівні іронічно-сатиричного заперечення соціальних міфів. В журналах були опубліковані такі п'єси: «Смерть в розовому» та «Тьотя з Праги». Фельдек був видав книги нарисів про літературну творчість та переклад «З уст в уста» (Z reči do reči) (1977), Homo scribens (1982), A propos, svědomí (1989, чеською). Також, письменник є відмомий як і перекладач літератури для дітей та дорослих. Із заздалегідь підготовленої серії з сорока дев'яти леперелло для найменших читачів про папугу Колумбо він опублікував лише десять.

## Фельдек проти Слободніка та Фельдек проти Словаччини
У 1992 році Любомір Фельдек публічно вказав на проблемне минуле тодішнього міністра культури Душана Слободніка у зв'язку з режимом першої Словацької республіки (Слободнік, як член молоді Глінки, недовго був учасником табору німецьких спецслужб в Секулах). Суперечка досягла кульмінації з публікацією вірша Фелдека На добраніч, мій дорогий, вірш якого «есесівець обійняв мерзотника» натякав на минуле Душана Слободніка та тодішнього прем'єр-міністра Володимира Меч'яра .
Слободнік подав до суду на Фельдека за наклеп, однак муніцепальний суд в Братиславі виніс своє рішення в користь Фельдека. Пори рішення суду, Слободнік подав апеляцію, і колегія Верховного суду Словацької Республіки у складі трьох суддів у своєму вироку визнала вірш «грубим наклепом і приниженням гідності, громадянської честі та долі й несанкціонованим втручанням в особистість Д. Слободніка». Фельдек був зобов'язаний виплатити компенсацію в розмірі 250 тисяч словацьких крон. Це ж саме рішення прийняла й апеляційна колегія Верховного суду Словацької Республіки, але з рештою звільнила Фельдека від обов'язку виплати компенсацію. Фельдек і його адвокат Ернест Валко подали позов до Словацької Республіки в Європейському суді з прав людини в Страсбурзі, який у 2001 році виніс рішення на їх користь і присудив Фельдеку компенсацію в розмірі 500 000 крон.

## Творчий спадок

### Творчість для дорослих

#### Проза
- 1980 — Van Stiphout — роман
- 2004 — Moja žena Oľga a nekonečno

#### Поезія
- 1961 — Jediný slaný domov
- 1970 — Kriedový kruh
- 1973 — Paracelsus
- 1974 — Severné leto
- 1976 — Dvaja okolo stola
- 1980 — Poznámky na epos
- 1986 — Milovanie pred usnutím (впорядкував Ян Замбор (Ján Zambor))
- 1986 — Slovák na Mesiaci
- 1990 — Plakať je krásne
- 1991 — Usmiaty otec
- 1992 — Odzemok na rozlúčku a 19 jarmočných piesní
- 1999 — Milovanie v pokročilom veku
- 2003 — This Side Up
- 2004 — Lekárnička zamilovaných
- 2006 — Slovák na Venuši

#### Добірки поезії
- 1974 — Severné leto
- 1977 — Oravské motívy
- 1991 — Usmiaty otec
- 2003 — This side up

#### Есе
- 1977 — Z reči do reči
- 1982 — Homo scribens
- 1989 — À propos svědomí (опубліковано тільки чеською)
- 1998 — Svet je aj inde (в співавторстві з Ольгою Фельдек)
- 2006 — V otcovej Prahe
- 2007 — Prekliata Trnavská skupina
- 2008 — Homo politicus
- 2009 — O nákazlivosti šťastia
- 2013 — Ťahák z dejín slovenskej literatúry od Lomidreva po Malkáča

#### Драма
- 1977 — Metafora
- 1978 — Teta na zjedenie
- 1979 — Jánošík podľa Vivaldiho
- 1982 — Smutné komédie
- 1986 — Utekajte, slečna Nituš
- 1988 — Umenie neodísť
- 1988 — Skúška
- 1990 — Dve hry o pravde
- 1995 — Smrť v ružovom
- 1995 — Teta z Prahy
- 1999 — Hraj, noha, a ty, druhá, tancuj
- 2000 — Z dreva vyrezané
- 2002 — Horor v horárni
- 2012 — Stalin v Žiline

### Творчість для дітей та молоді

#### Поезія
- 1959 — Hra pre tvoje modré oči
- 1961 — Jediný slaný domov
- 1963 — Telefón
- 1964 — Novoročné pozdravy
- 1966 — Kolesá, krúťte sa!
- 1967 — Hlava, ktorú som mal vtedy
- 1967 — O hluchej babke a vnúčikovi Zlatúšikovi
- 1968 — Stratený zverinec
- 1968 — Kuchárska kniha pre deti
- 1970 — Škorec výletník
- 1970 — Kto mamke pomáha?
- 1972 — Hviezdičková rozprávka
- 1974 — Na motýlích krídlach
- 1977 — Jantárový svet
- 1979 — Veselý album zvierat
- 1982 — Päť detektívov
- 1991 — Papagáj Kolumbus

#### Проза
- 1965 — Zlatúšik
- 1968 — Zelené jelene
- 1970 — Rozprávky na niti
- 1970 — Zvířecí báje (опубліковано тільки чеською)
- 1972 — Kúzelník a kvetinárka
- 1972 — Kocúr a jeho chlapec
- 1974 — Modrá kniha rozprávok
- 1983 — Zelená kniha rozprávok
- 2003 — Veľká kniha slovenských rozprávok
- 2004 — Modrozelená kniha rozprávok
- 2011 — Čiernobiela kniha rozprávok
- 2013 — Dvere do rozprávok

#### Добірки поезії та прози
- 1977 — Kvet alfabet
- 1983 — Lapajova šľapaj
- 1984 — Moja prvá dúha
- 1985 — Poď sa so mnou hrať

#### Лялькові вистави
- 1966 — Botafogo
- 1971 — Botafogo v čižmách
- 1972 — Hra, v ktorej sa spí
- 1974 — Dnes vám hráme v zlatom ráme (в співавторстві з Ольгою Фельдек)
- 1976 — Botafogovo bohatstvo
- 1978 — Pät'krát Botafogo
- 1986 — Perinbaba
- 1997 — Hurvínkovo okno (опубліковано тільки чеською)
- 1997 a 2000 — Sněhová královna — Snow Queen (опубліковано тільки чеською та англійською мовами)
- 1998 — Pápěrnice (опубліковано тільки чеською)

#### Сценарії
- 1984 — Perinbaba

### Переклади творів
- 1981 — Preklady, велика добірка перекладів
- 1981 — П'яний корабель та інші вірші (Opitá loď a iné básne), у співавторстві при перекладанні віршу А. Рембо
- 1999 — Moje malé milenky, переклад віршу А. Рембо
- 2001 — Sonety, друге видання у 2006 році (переклад сонетів В. Шекспіра; у 2006 році було додано переклад «Milenkin nárek» сонета В. Шекспіра)
- 2005 — Ромео і Джульєтта (Romeo a Júlia), третій переклад на словацьку (Jesenská, Kot) (II. видання 2009)
- 2005 — Сон літньої ночі (Sen svätojánskej noci)
- 2005 — Дванадцята ніч, або Як собі хочете (Trojkráľový večer)
- 2005 — Антоній та Клеопатра (Antonius a Kleopatra), переклад був створений за потреб Національного театру Словаччини, де 16 червня 2006 року й відбулась його прем'єра
- 2006 — Як вам це сподобається (Ako sa vám páči), переклад був створений за потреб Національного театру Словаччини, де 21 червня 1996 року й відбулась його прем'єра; також прем'єру поставили й на літньому Шекспіровському фестивалі (Letné shakespearovské slávnosti) 2006 року
- 2006 — Гамлет (Hamlet), четвертий його переклад по списку на словацьку (Hviezdoslav, Jesenská, Kot), прем'єра відбулась 14 вересня 2007 року у залі драми Національного театру Словаччини (II. видання 2009)
- 2007 — Отелло (Othello) (II. видання 2009)
- 2008 — Приборкання норовливої (Skrotenie čertice), переклад п'єси Шекспіра, більш відомий під назвою «Skrotenie zlej ženy»
- 2008 — Буря (Búrka)
- 2009 — Макбет (Macbeth), перекладено для Словацького камерного театру в Мартіні (Slovenské komorné divadlo v Martine), прем'єра відбулась 12 червня 2009 року
- 2009 — Три трагедії (Tri tragédie), загальне видання перекладів п'єс «Гамлет», «Отелло», «Ромео і Джульєтта»
- 2011 — Зимова казка (Zimná rozprávka)
- 2012 — Король Лір (Kráľ Lear)
- 2013 — Міра за міру (Oko za oko)
- 2013 — Два веронці (Dvaja veronskí šľachtici)
- 2013 — Багато галасу з нічого (Veľa kriku pre nič)

## Нагороди
- 1961 — Нагорода ім. Івана Краска (Cena Ivana Kraska) за дебют «Jediný slaný domov»
- 1976 — запис на дошку пошини ім. Ганса Крістіана Андерсена (Čestná listina Hansa Christiana Andersena) за книжку «Синя книга казок» (Афіни)
- 1979 — почесна відзнака «Zaslúžilý umelec»
- 2007 — Медаль Пушкіна за переклад добірки з творчості Сергія Єсеніна «Neodovzdaná lýra», Москва
- 2007 — Кришталеве крило (Krištáľové krídlo) в номінації публіцистика та літерату за переклади літературних творів, творчість та організацію літературного життя